# コインブラス礼拝堂

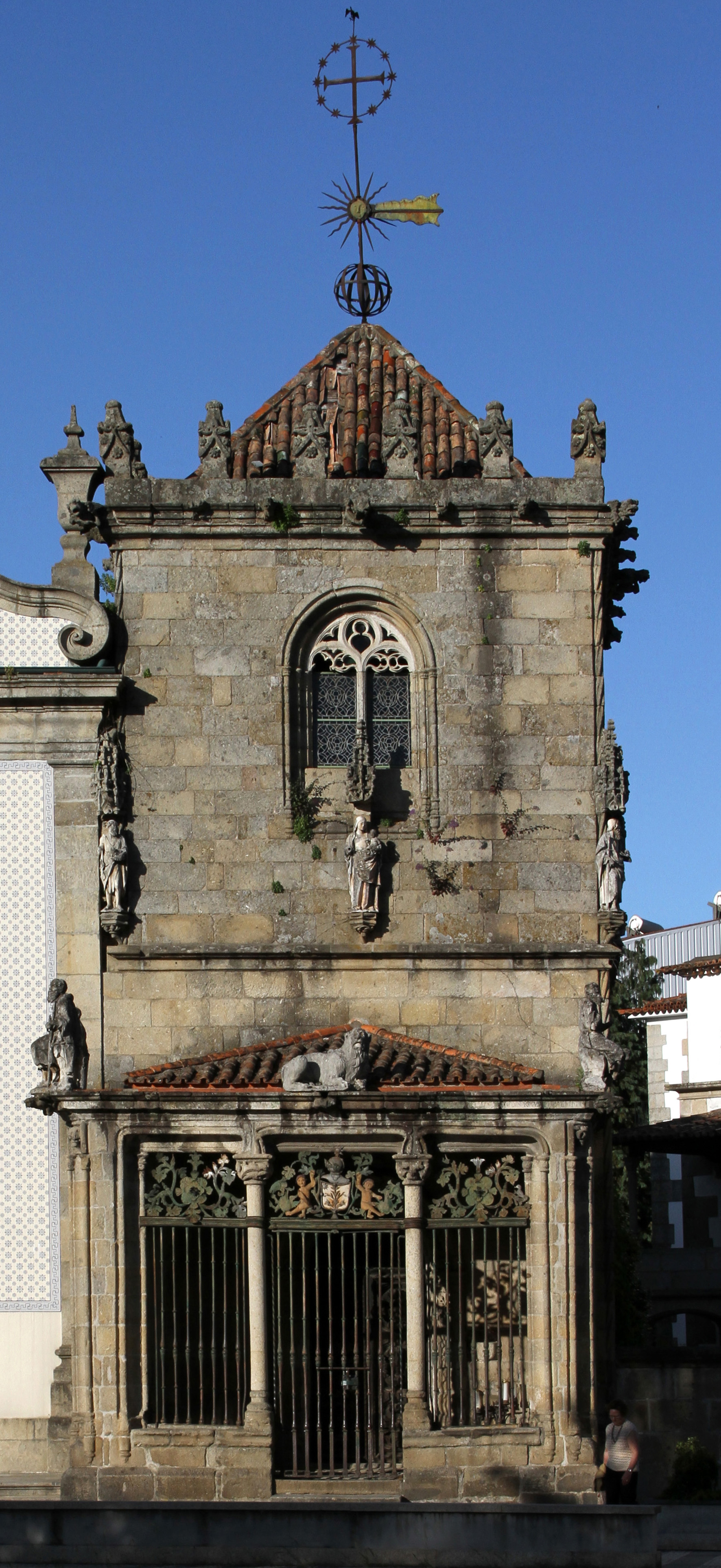
コインブラス礼拝堂

コインブラス礼拝堂（コインブラスれいはいどう、ポルトガル語: Capela dos Coimbras）は、ポルトガル・ブラガにある礼拝堂。マヌエル様式建築である。
礼拝堂は、1528年にブラガ大司教ディオゴ・デ・ソウサの依頼を受けたビスカヤ出身の建築家によって建てられた。建物は国の文化財に指定されている。

コインブラス礼拝堂 - Capela dos Coimbras
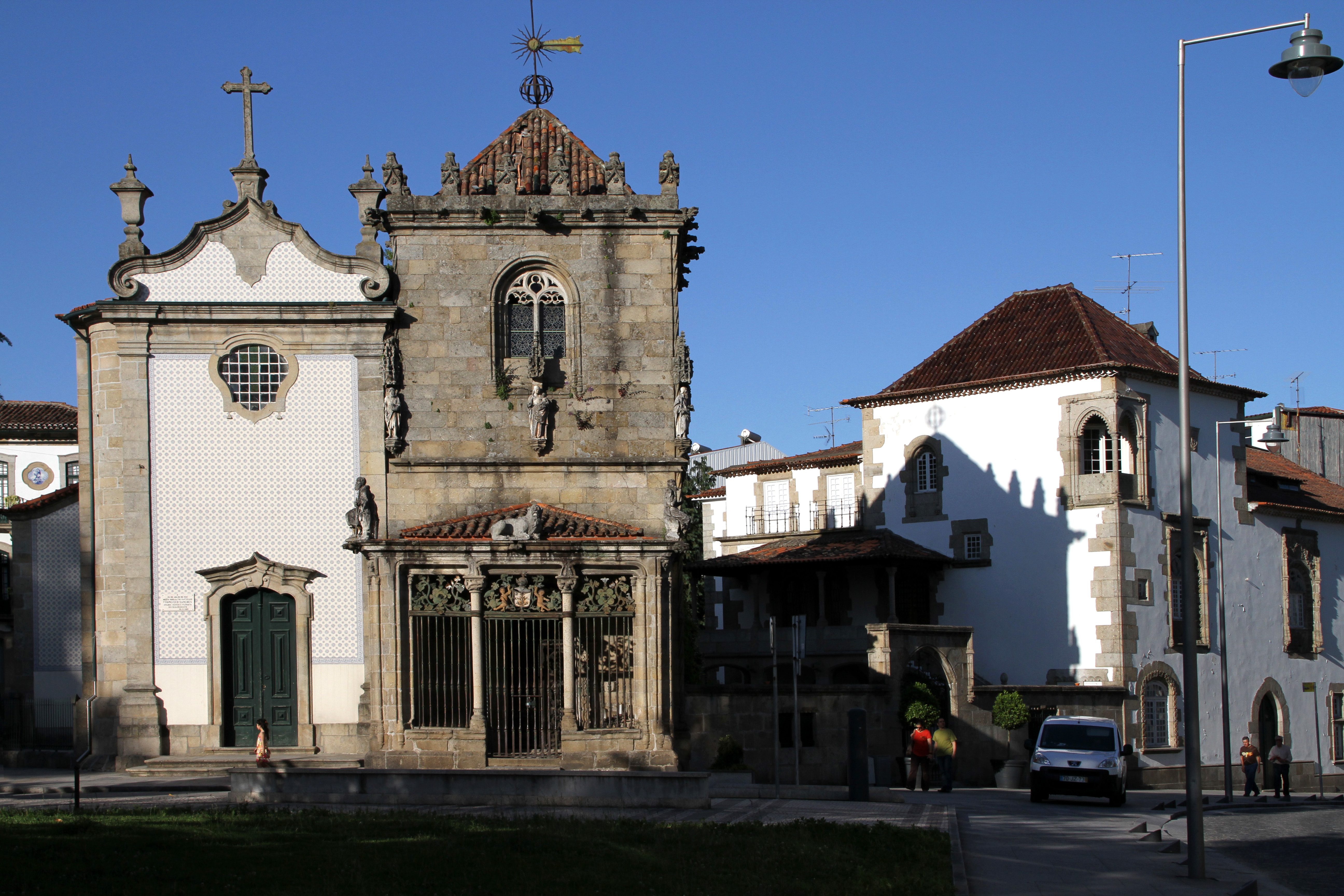
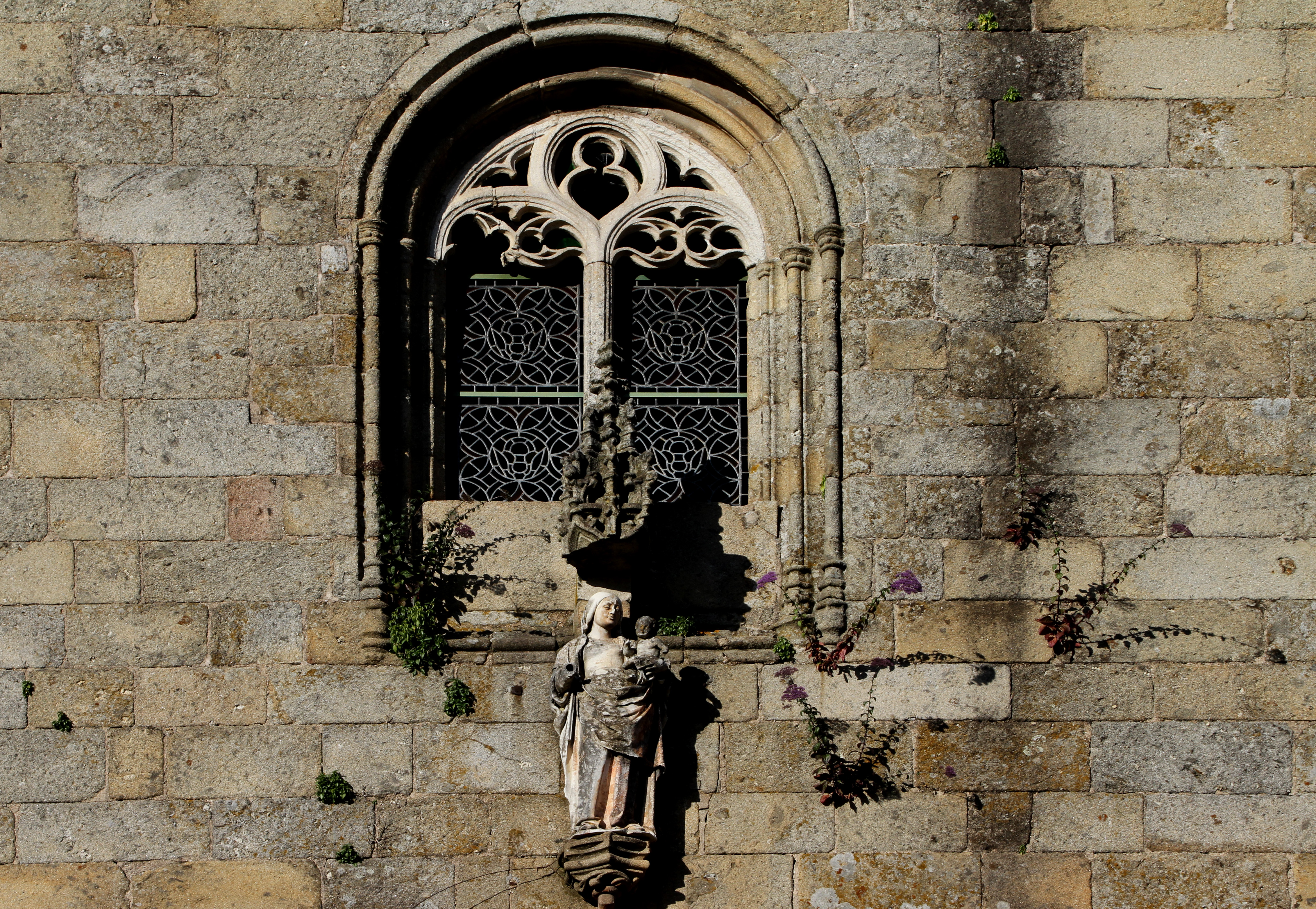
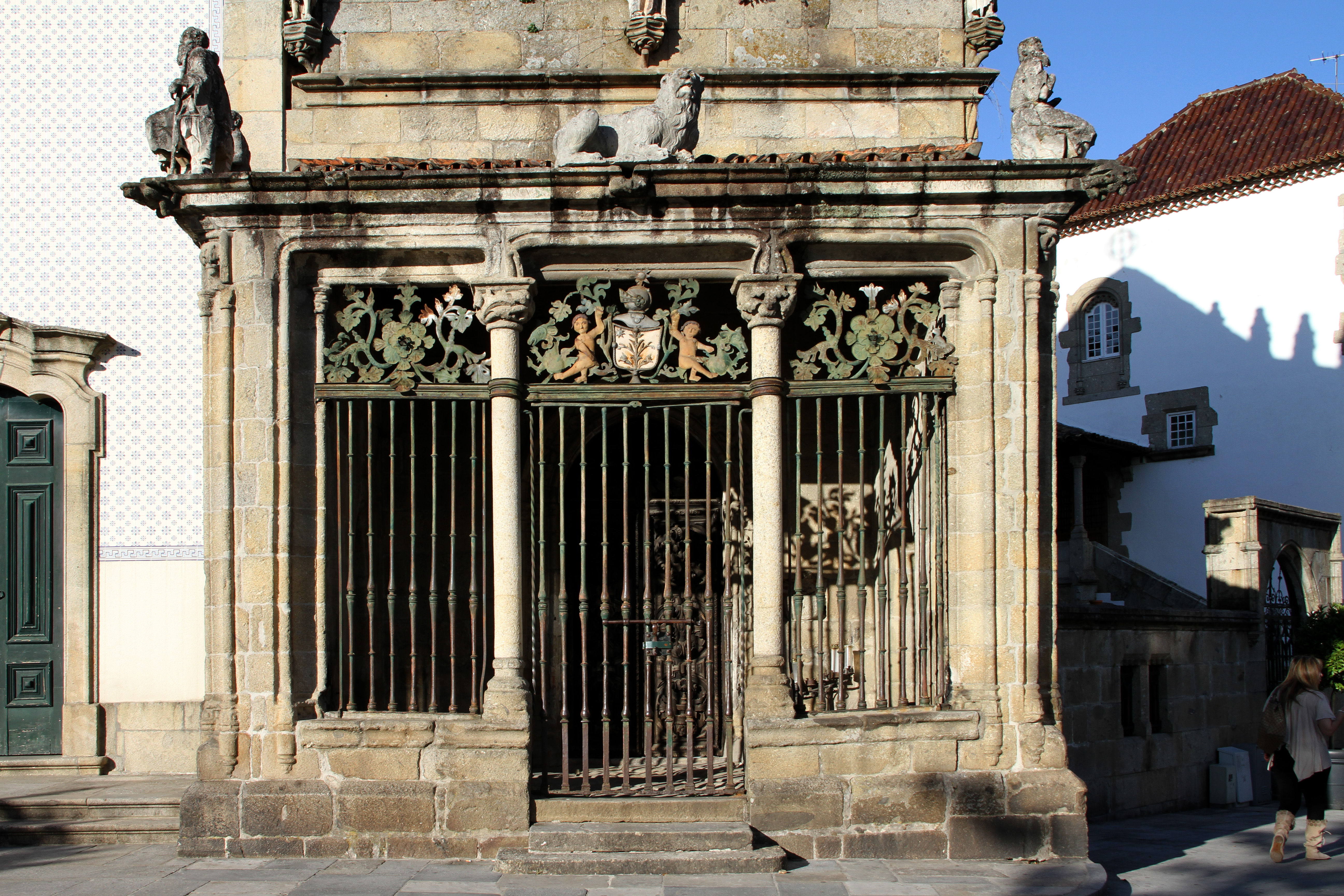
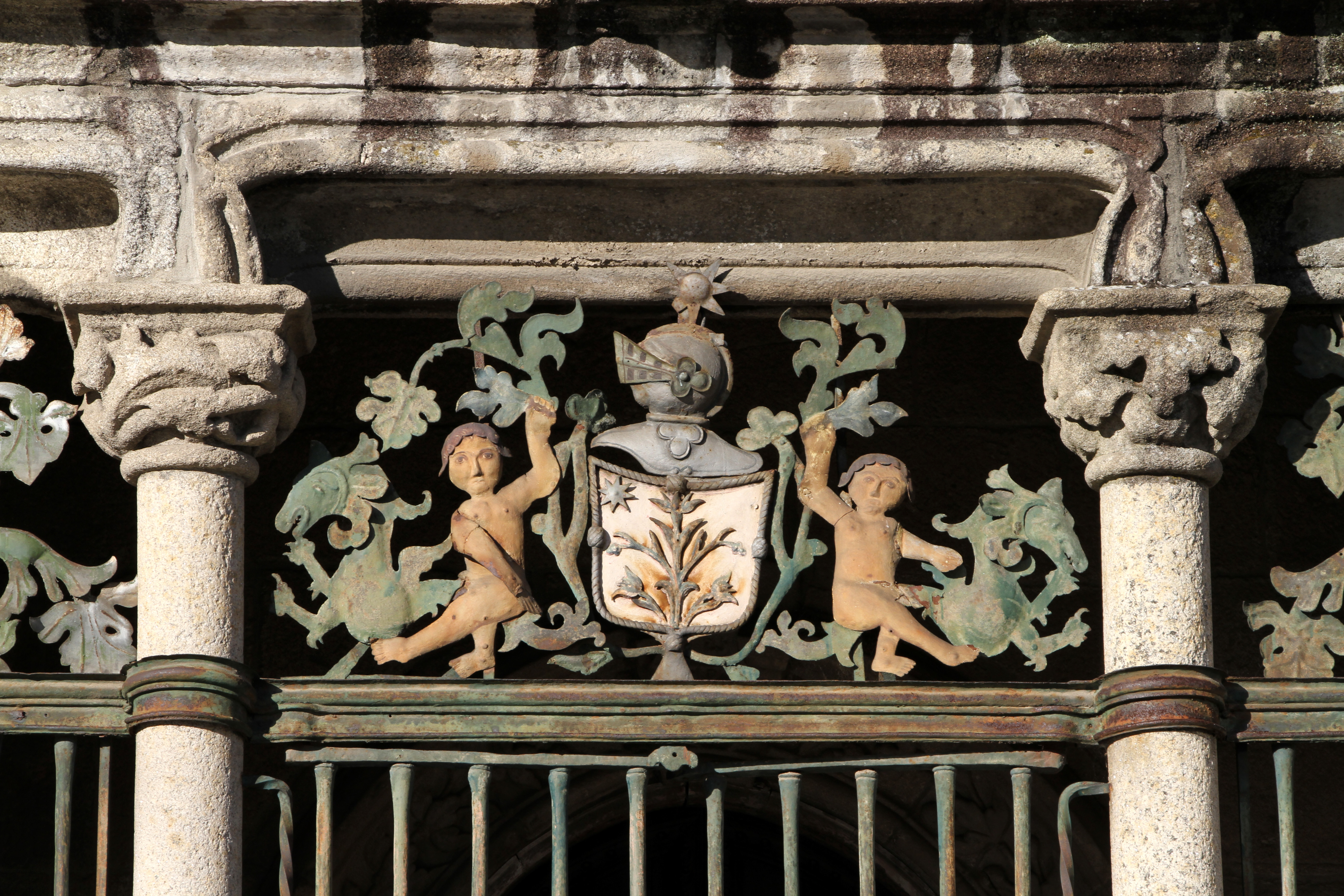
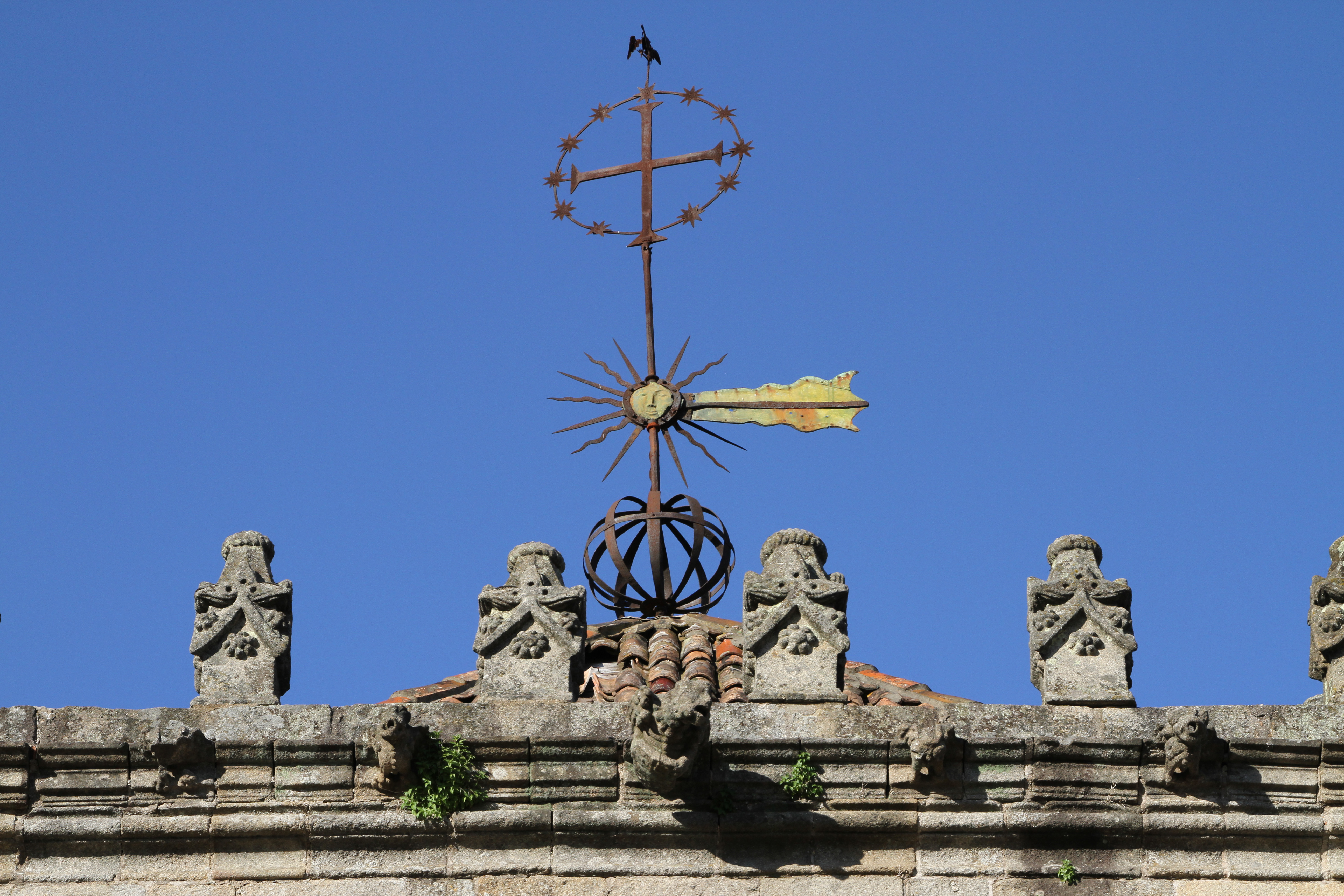
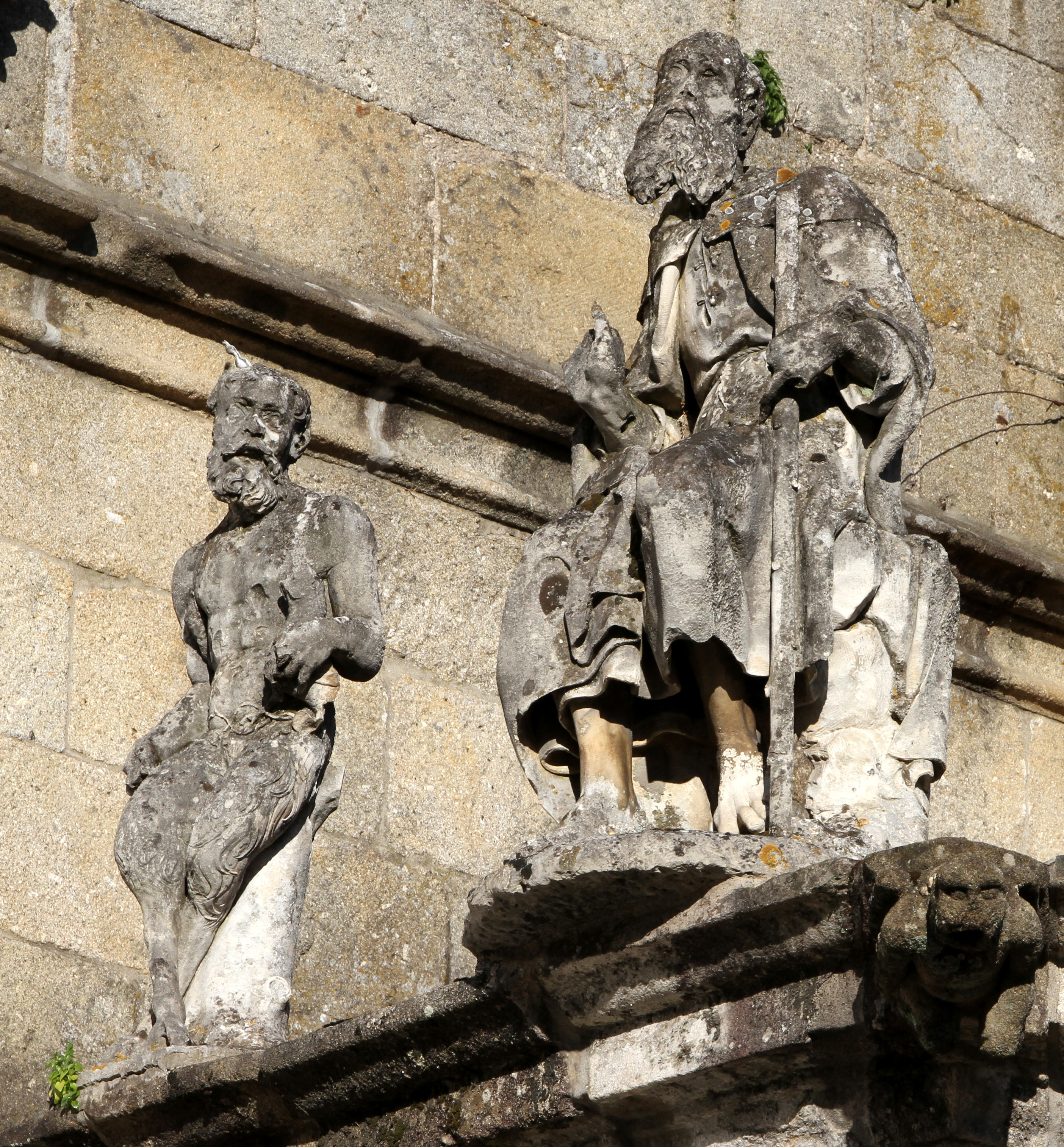

座標: 北緯41度33分00秒 西経8度25分30秒 / 北緯41.5499度 西経8.4249度